# Wilfriede Hoffmann
Wilfriede Hoffmann (Chodzież, 27 november 1932) is een atleet uit Duitsland.
Op de Olympische Zomerspelen van Rome in 1960 eindigde Hoffmann als achtste voor het Duitse eenheidsteam bij het onderdeel kogelstoten.
Twee jaar later werd ze vijfde op het EK atletiek.
Bij de nationale kampioenschappen atletiek in Oost-Duitsland werd Hoffmann in 1955 kampioene discuswerpen, en in de periode 1954–56 kampioene kogelstoten.

## Persoonlijk record
| Onderdeel    | Resultaat | Jaar |
| ------------ | --------- | ---- |
| kogelstoten  | 16.51 m   | 1962 |
| discuswerpen | 49.55 m   | 1957 |